# Leinster Senior Hurling Championship
Il Leinster Senior Hurling Championship è la più importante competizione di hurling della provincia irlandese del Leinster. Organizzato dal Leinster council, si tiene tra maggio e luglio, mese della finale che si disputa di solito la prima domenica del settimo mese dell'anno. Il sistema è quello dell'eliminazione diretta e il torneo è una parte del più ampio All-Ireland Senior Hurling Championship. La squadra vincitrice di questo torneo provinciale, come quella del Munster, accede direttamente alle semifinali nazionali, mentre la perdente ai quarti (anche questa è un'analogia con la provincia precedentemente menzionata). Sette squadre vi prendono parte, due delle quali sono contee di altre province: Antrim dall'Ulster e Galway dal Connacht. La formazione più titolata è Kilkenny, grazie ai suoi 68 successi. La squadra è anche la più prestigiosa a livello nazionali visto che ha vinto 34 titoli All-Ireland, più di chiunque altro.

## Formato
Il torneo è ad eliminazione diretta e il sorteggio, del tutto casuale, si tiene l'anno precedente ad ottobre.
Se una partita delle semifinali o la finale finisce in parità si disputa il replay. Se anche da questo non uscisse una vincitrice si andrebbe ai supplementari. Se anche i supplementari non dovessero determinare un risultato definitivo si giocherebbe un ulteriore replay per cui varrebbero le stesse regole. Non esistono replay al primo turno.
Dal 2009 anche Galway e Antrim vi prendono parte. Galway partecipa solo a questo torneo mentre Antrim prende parte anche all'Ulster Senior Hurling Championship, che però è un torneo esterno e non legato all'All-Ireland.
Attualmente otto teams disputano la manifestazione e sono: Antrim, Carlow, Dublin, Galway, Kilkenny, Laois, Offaly e Wexford.
Quarti di finale
Fino al 2009 sei squadre erano sorteggiate (tutte tranne Kilkenny, ammessa d'ufficio alle semifinali) in maniera casuale e si incontravano nel quarto di finale. Quelle perdenti, eliminate dal torneo, accedevano alla prima fase dell'All-Ireland. Dal 2010, con l'ammissione di Carlow, è cambiato il formato. Kilkenny è sempre ammessa d'ufficio alle semifinali e non cambia nemmeno la struttura dai quarti in poi. Tuttavia due squadre per accedere ai quarti di finale disputano un turno preliminare.
Semifinali
Le vincitrici del turno precedente, più Kilkenny, vengono appaiate tramite un ulteriore sorteggio. Le perdenti entrano nella seconda fase del più prestigioso torneo nazionale, mentre le restanti vanno in finale.

## Stadi
| Città      | Stadio        | Capienza |
| ---------- | ------------- | -------- |
| Dublino    | Croke Park    | 82 300   |
| Kilkenny   | Nowlan Park   | 30 000   |
| Portlaoise | O'Moore Park  | 27 000   |
| Wexford    | Wexford Park  | 25 000   |
| Tullamore  | O'Connor Park | 20 000   |
| Mullingar  | Cusack Park   | 15 000   |

Questi sono gli stadi maggiormente usati durante il torneo. Croke Park di solito è quello scelto per ospitare la finale. Le altre partite si disputano invece in campo neutro, campo che viene scelto a caso, o tenendo conto dell'ubicazione delle contee interessate. Visto lo stradominio recente di Kilkenny, l'interesse per le finali è diminuito tanto da rendere difficile il riempimento della metà del più grande stadio irlandese. Per questo molti suggeriscono di giocare la partita altrove.

## Sponsorizzazioni
Le ditte che sponsorizzano l'evento sono la RTÉ (la principale emittente nazionale), la Guinness e la Etihad Airways. La famosa birra è sponsor dal 1995 mentre le altre le si sono aggiunte a partire dal 2008.

## Performance per contea
|   | Contea    | Vittorie | Finali perse | Anni delle vittorie | Anni delle finali perse |
| - | --------- | -------- | ------------ | --- | --- |
| 1 | Kilkenny  | 68       | 29           | 1888, 1893, 1895, 1897, 1898, 1900, 1903, 1904, 1905, 1907, 1909, 1911, 1912, 1913, 1916, 1922, 1923, 1925, 1926, 1931, 1932, 1933, 1935, 1936, 1937, 1939, 1940, 1943, 1945, 1946, 1947, 1950, 1953, 1957, 1958, 1959, 1963, 1964, 1966, 1967, 1969, 1971, 1972, 1973, 1974, 1975, 1978, 1979, 1982, 1983, 1986, 1987, 1991, 1992, 1993, 1998, 1999, 2000, 2001, 2002, 2003, 2005, 2006, 2007, 2008, 2009, 2010, 2011 | 1896, 1902, 1906, 1908, 1914, 1917, 1919, 1920, 1921, 1927, 1934, 1938, 1941, 1942, 1949, 1955, 1956, 1960, 1962, 1965, 1968, 1970, 1976, 1977, 1980, 1989, 1995, 1997, 2012                         |
| 2 | Dublin    | 23       | 33           | 1889, 1892, 1894, 1896, 1902, 1906, 1908, 1917, 1919, 1920, 1921, 1924, 1927, 1928, 1930, 1934, 1938, 1941, 1942, 1944, 1948, 1952, 1961 | 1888, 1893, 1895, 1898, 1899, 1900, 1903, 1904, 1905, 1907, 1910, 1911, 1913, 1915, 1918, 1922, 1923, 1925, 1932, 1933, 1939, 1940, 1943, 1945, 1946, 1947, 1954, 1959, 1963, 1964, 1990, 1991, 2009 |
| 3 | Wexford   | 20       | 31           | 1890, 1891, 1899, 1901, 1910, 1918, 1951, 1954, 1955, 1956, 1960, 1962, 1965, 1968, 1970, 1976, 1977, 1996, 1997, 2004 | 1897, 1916, 1944, 1950, 1952, 1953, 1957, 1958, 1961, 1966, 1967, 1971, 1972, 1973, 1974, 1975, 1978, 1979, 1981, 1984, 1988, 1992, 1993, 1994, 2001, 2002, 2003, 2005, 2006, 2007, 2008             |
| 4 | Offaly    | 9        | 14           | 1980, 1981, 1984, 1985, 1988, 1989, 1990, 1994, 1995 | 1901, 1924, 1926, 1928, 1969, 1982, 1983, 1986, 1987, 1996, 1998, 1999, 2000, 2004 |
| 5 | Laois     | 3        | 12           | 1914, 1915, 1949 | 1889, 1890, 1891, 1909, 1912, 1930, 1931, 1935, 1936, 1948, 1951, 1985 |
| 6 | Galway    | 1        | 1            | 2012 | 2010 |
| 7 | Westmeath | 0        | 1            | | 1937 |

## Lista delle finali
|  | Campioni all'All-Ireland  |
|  | Finalisti all'All-Ireland |

| Anno     | Vincitore | Punteggio           | Sconfitto | Punteggio           | Stadio       | Capitano vittorioso     | Affluenza     |
| -------- | --------- | ------------------- | --------- | ------------------- | ------------ | ----------------------- | ------------- |
| 1888     | Kilkenny  | 0-07 (7)            | Dublin    | 0-03                |              | John Quinn              |               |
| 1889     | Dublin    | -                   | Laois     | scr                 |              | Nicholas O'Shea         |               |
| 1890     | Wexford   | 2-09 (15)           | Laois     | 0-03 (3)            |              | Nick Daly               |               |
| 1891     | Wexford   | -                   | Laois     | scr                 |              | Nick Daly               |               |
| 1892     | Dublin    |                     |           |                     |              | Paddy Egan              |               |
| 1893     | Kilkenny  | -                   | Dublin    | scr                 |              | Dick Whelan             |               |
| 1894     | Dublin    |                     |           |                     |              | John McCabe             |               |
| 1895     | Kilkenny  | 1-05                | Dublin    | 0-05                |              | James Grace             |               |
| 1896 (R) | Dublin    | 1-8 (11) 4-6 (18)   | Kilkenny  | 0-6 (6) 0-0 (0)     |              | Paddy Buckley           |               |
| 1897     | Kilkenny  | -                   | Wexford   | scr                 |              | Jackie Walsh            |               |
| 1898     | Kilkenny  | 4-12 (24)           | Dublin    | 3-2 (11)            |              | Ned Hennessy            |               |
| 1899     | Wexford   | 2-12 (18)           | Kilkenny  | 1-04 (7)            |              | Jim Furlong             |               |
| 1900     | Kilkenny  | 4-11 (23)           | Dublin    | 4-10 (22)           |              | Dick 'Manager' Walsh    |               |
| 1901     | Wexford   | 7-06 (27)           | Offaly    | 1-03 (6)            |              | Jim Furlong             |               |
| 1902     | Dublin    | 0-08 (8)            | Kilkenny  | 1-04 (7)            |              | Danny McCormack         |               |
| 1903     | Kilkenny  | 1-05 (8)            | Dublin    | 1-05 (8)            |              | Jer Doheny              |               |
| 1904     | Kilkenny  | 2-8 (14)            | Dublin    | 2-6 (12)            | Enniscorthy  | Jer Doheny              |               |
| 1905     | Kilkenny  | 2-8 (14)            | Dublin    | 2-2 (8)             |              | D.J. Stapleton          |               |
| 1906     | Dublin    | 1-14 (17)           | Kilkenny  | 0-5 (5)             |              | Tom Hayes               |               |
| 1907     | Kilkenny  | 4-14 (26)           | Dublin    | 1-9 (12)            |              | Dick 'Drug' Walsh       |               |
| 1908     | Dublin    | -                   | Kilkenny  | scr                 |              |                         |               |
| 1909     | Kilkenny  | 5-16 (31)           | Laois     | 2-7 (13)            |              | Dick 'Drug' Walsh       |               |
| 1910     | Wexford   | 3-3 (12)            | Dublin    | 1-1 (4)             |              | Dick Doyle              |               |
| 1911     | Kilkenny  | 4-6 (18)            | Dublin    | 3-1 (10)            |              | Sim Walton              |               |
| 1912     | Kilkenny  | 6-6 (24)            | Laois     | 2-4 (10)            |              | Sim Walton              |               |
| 1913 (R) | Kilkenny  | 0-3 (3) 7-5 (26)    | Dublin    | 1-0 (3) 2-1 (7)     | Wexford Park | Dick 'Drug' Walsh       |               |
| 1914     | Laois     | 3-2 (11)            | Kilkenny  | 2-4 (10)            |              | Jack Carroll            |               |
| 1915     | Laois     | 3-2 (11)            | Dublin    | 0-5 (5)             |              | Jack Finlay             |               |
| 1916     | Kilkenny  | 11-3 (36)           | Wexford   | 2-2 (8)             | Jones's Road | Sim Walton              |               |
| 1917     | Dublin    | 5-1 (16)            | Kilkenny  | 4-0 (12)            |              | John Ryan               |               |
| 1918     | Wexford   | 2-3 (9)             | Dublin    | 1-2 (5)             |              | Mick Cummins            |               |
| 1919     | Dublin    | 1-5 (8)             | Kilkenny  | 1-2 (5)             |              | Charlie Stuart          |               |
| 1920     | Dublin    | 4-5 (17)            | Kilkenny  | 2-2 (8)             |              | Bob Mockler             |               |
| 1921     | Dublin    | 4-4 (16)            | Kilkenny  | 1-5 (8)             |              | Bob Mockler             |               |
| 1922     | Kilkenny  | 3-4 (13)            | Dublin    | 1-2 (5)             |              | Wattie Dunphy           |               |
| 1923     | Kilkenny  | 4-1 (13)            | Dublin    | 1-1 (4)             |              | Wattie Dunphy           |               |
| 1924     | Dublin    | 4-4 (16)            | Offaly    | 3-1 (10)            |              | Frank Wall              |               |
| 1925     | Kilkenny  | 4-7 (19)            | Dublin    | 6-4 (22)            |              | Dick Grace              |               |
| 1926     | Kilkenny  | 3-8 (17)            | Offaly    | 1-4 (7)             |              | Dick Grace              |               |
| 1927     | Dublin    | 7-7 (28)            | Kilkenny  | 4-6 (18)            |              | Mick Gill               |               |
| 1928     | Dublin    | 9-7 (34)            | Offaly    | 4-3 (15)            |              | Mick Gill               |               |
| 1929     | Kilkenny  | 3-5 (14)            | Dublin    | 2-6 (12)            |              | Wattie Dunphy           |               |
| 1930     | Dublin    | 4-7 (19)            | Laois     | 2-2 (8)             |              | Jim Walsh               |               |
| 1931     | Kilkenny  | 4-7 (19)            | Laois     | 4-2 (14)            |              | Lory Meagher            |               |
| 1932     | Kilkenny  | 4-6 (18)            | Dublin    | 3-5 (14)            | O'Moore Park | Jimmy Walsh             |               |
| 1933     | Kilkenny  | 7-5 (26)            | Dublin    | 5-5 (20)            |              | Eddie Doyle             |               |
| 1934 (R) | Dublin    | 2-8 (14) 3-5 (14)   | Kilkenny  | 4-2 (14) 2-2 (8)    |              | Steve Hegarty           |               |
| 1935     | Kilkenny  | 3-8 (17)            | Laois     | 0-6 (6)             | O'Moore Park | Lory Meagher            |               |
| 1936     | Kilkenny  | 4-6 (18)            | Laois     | 2-5 (11)            |              | Paddy Larkin            |               |
| 1937     | Kilkenny  | 5-3 (18)            | Westmeath | 2-4 (10)            |              | Larry Duggan            |               |
| 1938 (R) | Dublin    | 2-3 (9) 4-9 (21)    | Kilkenny  | 2-3 (9) 2-5 (11)    |              | Mick Daniels            |               |
| 1939     | Kilkenny  | 2-12 (18)           | Dublin    | 4-3 (15)            | O'Moore Park | Jimmy Walsh             |               |
| 1940     | Kilkenny  | 3-6 (15)            | Dublin    | 2-5 (11)            |              | Jim Langton             |               |
| 1941     | Dublin    | 2-8 (14)            | Kilkenny  | 1-8 (11)            |              | Ned Wade                |               |
| 1942     | Dublin    | 4-8 (20)            | Kilkenny  | 1-4 (7)             |              | Frank White             |               |
| 1943     | Kilkenny  | 3-9 (18)            | Dublin    | 2-6 (12)            |              | Jimmy Walsh             |               |
| 1944     | Dublin    | 4-7 (19)            | Wexford   | 3-3 (12)            |              | Mick Butler             |               |
| 1945     | Kilkenny  | 5-12 (27)           | Dublin    | 3-4 (13)            |              | Peter Blanchfield       |               |
| 1946     | Kilkenny  | 3-8 (17)            | Dublin    | 1-12 (15)           |              | Jack Mulcahy            |               |
| 1947     | Kilkenny  | 7-10 (31)           | Dublin    | 3-6 (15)            | O'Moore Park | Dan Kennedy             |               |
| 1948     | Dublin    | 5-09 (24)           | Laois     | 3-03 (12)           |              | Frank Cummins           |               |
| 1949     | Laois     | 3-08 (17)           | Wexford   | 3-06 (15)           |              | Paddy Ruschitzko        |               |
| 1950     | Kilkenny  | 3-11 (20)           | Wexford   | 2-11 (17)           | Croke Park   | Mick Kenny              | 36,494        |
| 1951     | Wexford   | 3-12 (21)           | Laois     | 4-3 (15)            | Croke Park   | Nicky Rackard           | 29,692        |
| 1952     | Dublin    | 7-2 (23)            | Wexford   | 3-6 (15)            | Croke Park   | Jim Prior               | 30 500        |
| 1953     | Kilkenny  | 1-13 (16)           | Wexford   | 3-5 (14)            | Croke Park   | Padge Kehoe             | 37,533        |
| 1954     | Wexford   | 8-5 (29)            | Dublin    | 1-4 (7)             | Croke Park   | Padge Kehoe             | 28,592        |
| 1955 (R) | Wexford   | 2-7 (13) 5-6 (21)   | Kilkenny  | 2-7 (13) 3-9 (18)   | Croke Park   | Nick O'Donnell          | 41 226 37,079 |
| 1956     | Wexford   | 4-8 (20)            | Kilkenny  | 3-10 (19)           | Croke Park   | Jim English             | 52,077        |
| 1957     | Kilkenny  | 6-9 (27)            | Wexford   | 1-5 (8)             | Croke Park   | Mickey Kelly            | 52,272        |
| 1958     | Kilkenny  | 5-12 (27)           | Wexford   | 4-9 (21)            | Croke Park   | Mick Kenny              | 41,729        |
| 1959     | Kilkenny  | 2-9 (15)            | Dublin    | 1-11 (14)           | Croke Park   | Seán Clohessy           | 31,312        |
| 1960     | Wexford   | 3-10 (19)           | Kilkenny  | 2-11 (17)           | Croke Park   | Nick O'Donnell          | 42,332        |
| 1961     | Dublin    | 7-5 (26)            | Wexford   | 4-8 (20)            | Croke Park   | Noel Drumgoole          | 27,446        |
| 1962     | Wexford   | 3-9 (18)            | Kilkenny  | 2-10 (16)           | Croke Park   | Billy Rackard           | 45,303        |
| 1963     | Kilkenny  | 2-10 (16)           | Dublin    | 0-9 (9)             | Croke Park   | Séamus Cleere           | 33,438        |
| 1964     | Kilkenny  | 4-11 (23)           | Dublin    | 1-8 (11)            | Croke Park   | Seán Buckley            | 30,103        |
| 1965     | Wexford   | 2-11 (17)           | Kilkenny  | 3-7 (16)            | Croke Park   | Tom Neville             | 28 000        |
| 1966     | Kilkenny  | 1-15 (18)           | Wexford   | 2-6 (12)            | Croke Park   | Jim Lynch               | 35 000        |
| 1967     | Kilkenny  | 4-10 (22)           | Wexford   | 1-12 (15)           | Croke Park   | Jim Treacy              | 25,242        |
| 1968     | Wexford   | 3-13 (22)           | Kilkenny  | 4-9 (21)            | Croke Park   | Dan Quigley             | 25 000        |
| 1969     | Kilkenny  | 3-9 (18)            | Offaly    | 0-16 (16)           | Croke Park   | Eddie Keher             | 24 800        |
| 1970     | Wexford   | 4-16 (28)           | Kilkenny  | 3-14 (23)           | Croke Park   | Michael Collins         | 19,306        |
| 1971     | Kilkenny  | 6-16 (34)           | Wexford   | 3-16 (25)           | Croke Park   | Pat Henderson           | 19,344        |
| 1972 (R) | Kilkenny  | 6-13 (31) 3-16 (25) | Wexford   | 6-13 (31) 1-14 (17) | Croke Park   | Noel Skehan             | 18,611 22,745 |
| 1973     | Kilkenny  | 4-22 (34)           | Wexford   | 3-15 (24)           | Croke Park   | Pat Delaney             | 20,742        |
| 1974     | Kilkenny  | 2-20 (26)           | Wexford   | 2-14 (20)           | Croke Park   | Nicky Orr               | 20,742        |
| 1975     | Kilkenny  | 2-20 (26)           | Wexford   | 2-14 (20)           | Croke Park   | Billy Fitzpatrick       | 26,228        |
| 1976     | Wexford   | 2-20 (26)           | Kilkenny  | 1-6 (9)             | Croke Park   | Tony Doran              | 23 500        |
| 1977     | Wexford   | 3-17 (26)           | Kilkenny  | 3-14 (22)           | Croke Park   | Tony Doran              | 30,614        |
| 1978     | Kilkenny  | 2-16 (22)           | Wexford   | 1-16 (19)           | Croke Park   | Ger Henderson           | 27,371        |
| 1979     | Kilkenny  | 2-21 (27)           | Wexford   | 2-17 (23)           | Croke Park   | Ger Fennelly            | 24,991        |
| 1980     | Offaly    | 3-17 (26)           | Kilkenny  | 5-10 (25)           | Croke Park   | Pádraig Horan           | 9,613         |
| 1981     | Offaly    | 3-12 (21)           | Wexford   | 2-13 (19)           | Croke Park   | Pádraig Horan           | 29,053        |
| 1982     | Kilkenny  | 1-11 (14)           | Offaly    | 0-12 (12)           | Croke Park   | Brian Cody              | 32,093        |
| 1983     | Kilkenny  | 1-17 (20)           | Offaly    | 0-13 (13)           | Croke Park   | Liam Fennelly           | 35,707        |
| 1984     | Offaly    | 5-15 (30)           | Wexford   | 0-17 (17)           | Croke Park   | Pat Fleury              | 30,016        |
| 1985     | Offaly    | 5-15 (30)           | Laois     | 0-17 (17)           | Croke Park   | Pat Fleury              | 32,123        |
| 1986     | Kilkenny  | 4-10 (22)           | Offaly    | 1-11 (14)           | Croke Park   | Frank Holohan           | 28,635        |
| 1987     | Kilkenny  | 2-14 (20)           | Offaly    | 0-17 (17)           | Croke Park   | Paddy Prendergast       | 29,133        |
| 1988     | Offaly    | 3-12 (21)           | Wexford   | 1-14 (17)           | Croke Park   |                         | 28,234        |
| 1989     | Offaly    | 3-15 (24)           | Dublin    | 4-9 (21)            | Croke Park   | Mark Corrigan           | 24,519        |
| 1990     | Offaly    | 1-19 (22)           | Dublin    | 2-11 (17)           | Croke Park   | Jim Troy                | 20,383        |
| 1991     | Kilkenny  | 1-13 (16)           | Dublin    | 1-11 (14)           | Croke Park   | Christy Heffernan       | 41,215        |
| 1992     | Kilkenny  | 3-16 (25)           | Wexford   | 2-9 (15)            | Croke Park   | Liam Fennelly           | 41,097        |
| 1993 (R) | Kilkenny  | 2-14 (20) 2-12 (18) | Wexford   | 1-17 (20) 0-11 (11) | Croke Park   | Eddie O'Connor          | 37,715 41,833 |
| 1994     | Offaly    | 1-18 (21)           | Wexford   | 0-14 (14)           | Croke Park   | Martin Hanamy           | 32,141        |
| 1995     | Offaly    | 2-16 (22)           | Kilkenny  | 2-5 (11)            | Croke Park   | Johnny Pilkington       | 31 950        |
| 1996     | Wexford   | 2-23 (29)           | Offaly    | 2-15 (21)           | Croke Park   | Martin Storey           | 34,365        |
| 1997     | Wexford   | 2-14 (20)           | Kilkenny  | 1-11 (14)           | Croke Park   | Rod Guiney              | 55,492        |
| 1998     | Kilkenny  | 3-10 (19)           | Offaly    | 1-11 (14)           | Croke Park   | Tom Hickey              | 32,490        |
| 1999     | Kilkenny  | 5-14 (29)           | Offaly    | 1-16 (19)           | Croke Park   | Denis Byrne             | 38,310        |
| 2000     | Kilkenny  | 2-21 (27)           | Offaly    | 1-13 (16)           | Croke Park   | Willie O'Connor         | 32,802        |
| 2001     | Kilkenny  | 2-19 (25)           | Wexford   | 0-12 (12)           | Croke Park   | Denis Byrne             | 41,146        |
| 2002     | Kilkenny  | 0-19 (19)           | Wexford   | 0-17 (17)           | Croke Park   | Andy Comerford          | 37,567        |
| 2003     | Kilkenny  | 2-23 (29)           | Wexford   | 2-12 (18)           | Croke Park   | D.J. Carey              | 50 000        |
| 2004     | Wexford   | 2-12 (18)           | Offaly    | 1-11 (14)           | Croke Park   | John O'Connor           | 46,820        |
| 2005     | Kilkenny  | 0-22 (22)           | Wexford   | 1-16 (19)           | Croke Park   | Peter Barry             | 35,010        |
| 2006     | Kilkenny  | 1-23 (26)           | Wexford   | 1-12 (15)           | Croke Park   | Jackie Tyrrell          | 44,081        |
| 2007     | Kilkenny  | 2-24 (30)           | Wexford   | 1-12 (15)           | Croke Park   | Henry Shefflin          | 34,872        |
| 2008     | Kilkenny  | 5-21 (36)           | Wexford   | 0-17 (17)           | Croke Park   | James 'Cha' Fitzpatrick |               |
| 2009     | Kilkenny  | 2-18 (24)           | Dublin    | 0-18 (18)           | Croke Park   | Michael Fennelly        | 30 000        |
| 2010     | Kilkenny  | 1–19 (22)           | Galway    | 1–12 (15)           | Croke Park   | T. J. Reid              | 30,000        |
| 2011     | Kilkenny  | 4-17 (29)           | Dublin    | 1–15 (18)           | Croke Park   | Brian Hogan             | 33,000        |
| 2012     | Galway    | 2-21 (27)           | Kilkenny  | 2-11 (17)           | Croke Park   | Fergal Moore            |               |